# Brignolia sukna
Espèce
Brignolia sukna est une espèce d'araignées aranéomorphes de la famille des Oonopidae.

## Distribution
Cette espèce se rencontre au Népal et en Inde dans le district de Darjeeling au Bengale-Occidental,.

## Description
Le mâle holotype mesure 1,90 mm et la femelle paratype 2,31 mm.

## Systématique et taxinomie
Cette espèce a été décrite par Platnick, Dupérré, Ott et Kranz-Baltensperger en 2011.

## Étymologie
Son nom d'espèce lui a été donné en référence au lieu de sa découverte, Sukna.

## Publication originale
- Platnick, Dupérré, Ott & Kranz-Baltensperger, 2011 : « The goblin spider genus Brignolia (Araneae, Oonopidae). » Bulletin of the American Museum of Natural History, no 349, p. 1-131 (texte intégral).